# Théorème d'Ascoli
Pour les articles homonymes, voir Ascoli.
En analyse fonctionnelle, le théorème d'Ascoli, ou théorème d'Arzelà-Ascoli, démontré par les mathématiciens italiens Giulio Ascoli et Cesare Arzelà, caractérise, à l'aide de la notion d'équicontinuité, les parties relativement compactes de l'espace des fonctions continues d'un espace compact dans un espace métrique. Il se généralise sans difficulté au cas où l'espace de départ est seulement localement compact.
Ce théorème est connu pour son nombre considérable d'applications (complétude de certains espaces fonctionnels, compacité de certains opérateurs, dépendance en les conditions initiales dans les équations différentielles…).

## Énoncé
Dans un espace vectoriel réel normé de dimension finie, les parties compactes sont exactement les parties fermées et bornées. Dans un espace vectoriel topologique séparé, les parties relativement compactes restent bornées, mais la réciproque est fausse en général. Le théorème d'Ascoli traite du cas de l'espace des fonctions continues :

Soient K un espace compact et (E, d) un espace métrique. L'espace C(K, E) des fonctions continues de K dans E, muni de la distance uniforme, est un espace métrique.
Une partie A de C(K, E) est relativement compacte (son adhérence est compacte) si et seulement si, pour tout point x de K :
- A est équicontinue en x, c'est-à-dire que pour tout ε > 0, il existe un voisinage V de x tel que

{\displaystyle \forall f\in A\quad \forall y\in V\quad d(f(x),f(y))<\varepsilon ~;}
- l'ensemble A(x) = {f(x) | f ∈A} est relativement compact.

Remarques
- Un ensemble de fonctions r-lipschitziennes est un exemple d'ensemble équicontinu.
- Une formulation équivalente du théorème est : A est compacte si et seulement si elle est fermée et équicontinue et tous les A(x) sont relativement compacts.
- Il existe de nombreuses variantes du théorème d'Ascoli, comme celle qui donne une condition nécessaire et suffisante pour qu'une famille de fonctions d'un espace compactement engendré séparé dans un espace uniforme soit compacte pour la topologie compacte-ouverte.
- La condition d'équicontinuité implique une équicontinuité uniforme en x en appliquant le théorème de Heine au module de continuité qui convient pour la famille A.

## Démonstration
Le théorème d'Ascoli établit une équivalence. Les deux implications sont démontrées séparément. Les notations sont celles de l'énoncé ci-dessus.

### Condition nécessaire
Supposons que A est inclus dans un compact B de C(K, E) et fixons un élément x de K.
Pour montrer que A(x) est relativement compact dans E, il suffit de remarquer qu'il est inclus dans B(x) qui est compact, comme image du compact B par l'application continue de C(K, E) dans E qui à f associe f(x) (en fait, la réunion des A(x) est elle-même relativement compacte, par continuité de l'application qui au couple (f, x) associe f(x)).
Montrons maintenant l'équicontinuité de B au point x (qui entraînera celle de A). Soit ε un réel strictement positif.
Par précompacité de B,
il existe un nombre fini d'éléments f0, … , fp dans B tels que toute fonction f dans B se trouve à une distance au plus ε de l'un des fj.

Par continuité en x de f0, … , fp, il existe un voisinage V de x tel que 
Pour toute fonction f dans B et tout point y dans V, l'inégalité triangulaire donne :
d'où l'équicontinuité de B.

### Condition suffisante
La réciproque est le sens le plus souvent utilisé et demande plus d'attention. On souhaite démontrer qu'une partie équicontinue A de C(K, E) telle que A(x) soit inclus dans un compact B(x) pour tout x, est incluse dans un compact de C(K, E).
Notons C l'adhérence de A dans l'espace EK des applications de K dans E muni de la topologie de la convergence simple (autrement dit, EK est muni de la topologie produit). D'après les propriétés de l'équicontinuité, C est encore équicontinu, et les deux topologies sur C induites par son inclusion dans C(K, E) et dans EK coïncident. Il suffit donc de prouver que C est un compact de EK.

Introduisons le sous-espace de EK
D'après le théorème de Tychonov, D est compact, or C est un fermé de D, ce qui conclut.

### Condition suffisante, seconde preuve
Une alternative à l'utilisation du théorème de Tychonov est de prouver élémentairement que l'adhérence B de A dans C(K, E) est précompacte et complète (donc compacte), de la façon suivante.

Montrons d'abord que A est précompact (donc B aussi). Soit ε > 0, montrons que A est recouvert par une famille finie d'ensembles Cj de diamètres majorés par 4ε. Pour tout élément x de K, il existe (par équicontinuité de A) un voisinage ouvert Ox de x tel que
Par compacité de K, il existe alors une partie finie {x1, … , xn} de K telle que les ouverts correspondants O1, … , On recouvrent K.
Posons {\displaystyle L=A(x_{1})\cup \ldots \cup A(x_{n})} : L est relativement compact dans E donc il existe une partie finie J de E telle que les boules B(j, ε) quand j parcourt J recouvrent L.
Notons enfin, pour tout {\displaystyle j=(j_{1},\ldots ,j_{n})\in J^{n}}, l'ensemble (de diamètre majoré par 4ε)

Il reste à prouver que les Cj recouvrent A. Soit f un élément de A ; comme chaque f(xi) appartient à L, il appartient à une boule de rayon ε centrée en un certain élément ji de J, ce qui implique
si bien que f appartient à Cj.
Montrons ensuite que B est complet. Il suffit pour cela de prouver que toute suite de Cauchy d'éléments fn de A converge dans C(K, E). Pour tout point x de K, la suite (fn(x)) est de Cauchy et à valeurs dans A(x), dont l'adhérence dans E est compacte donc complète, donc cette suite admet dans E une limite, f(x). Par équicontinuité, la convergence simple de (fn) vers f est uniforme sur le compact K.